# Tour of Qatar 2008
Den 7. udgave af Tour of Qatar bliver arrangeret mellem 27. januar til 1. februar 2007 på 6 etaper.

## Etaper
| Etape    | Dato       | Strækning                           | km    | Etapevinder       | Fører          |
| 1. etape | 27. januar | Doha                                | 6     | Quick Step        | Matteo Tosatto |
| 2. etape | 28. januar | Al Zubarah – Doha Golf Club         | 137,5 | Tom Boonen        | Tom Boonen     |
| 3. etape | 29. januar | Camel Race Track – Qatar Foundation | 147,5 | Tom Boonen        | Tom Boonen     |
| 4. etape | 30. januar | Khalifa Stadium – Al Khor Corniche  | 131,5 | Alberto Loddo     | Tom Boonen     |
| 5. etape | 31. januar | Al Khor Academy – Al Khor Corniche  | 170   | Danilo Napolitano | Tom Boonen     |
| 6. etape | 1. februar | Al Wakra Doha – Corniche            | 120   | Tom Boonen        | Tom Boonen     |

## Resultat
|    | Rytter             | Tid      |
| 1  | Tom Boonen         | 15:27.44 |
| 2  | Steven de Jongh    | + 0.27   |
| 3  | Greg Van Avermaet  | + 0.40   |
| 4  | Christopher Sutton | + 0.46   |
| 5  | Jurgen Roelandts   | + 0.50   |
| 6  | Alexandre Pichot   | + 1.10   |
| 7  | Maarten Tjallingii | + 1.12   |
| 8  | Alberto Loddo      | + 1.22   |
| 9  | Wilfried Cretskens | + 1.31   |
| 10 | Sebastian Siedler  | + 1.41   |

## Eksterne links
- Officielle hjemmeside

| Cykling | Spire Denne artikel om cykling er en spire som bør udbygges. Du er velkommen til at hjælpe Wikipedia ved at udvide den. |